# Ороско, Хесус Гильберто
Хесус Хильберто Ороско Чикета (исп. Jesús Gilberto Orozco Chiquete; род. 19 февраля 2002, Сапопан, Халиско) — мексиканский футболист, защитник английского клуба «Крус Асуль» и сборной Мексики.

## Клубная карьера
Ороско — воспитанник клуба «Гвадалахара». 31 июля 2021 года в матче против «Пуэблы» он дебютировал в мексиканской Примере. 28 августа 2022 года в поединке против УНАМ Пумас Хесус забил свой первый гол за «Гвадалахару». В начале 2025 года Ороско перешёл в «Крус Асуль». 19 января в матче против «Хуарес» он дебютировал за новую команду. По итогам сезона игрок помог клубу выиграть Лигу чемпионов КОНКАКАФ.

## Международная карьера
17 декабря 2023 года в товарищеском матче против сборной Колумбии Ороско дебютировал за сборную Мексики, заменив во втором тайме Хесуса Молину.

## Достижения
Командные
 «Крус Асуль»
- Победитель Лиги чемпионов КОНКАКАФ — 2025

Международные
 Мексика
- Победитель Лиги наций КОНКАКАФ — 2024/2025